# 山家三方衆
山家三方衆（やまがさんぽうしゅう）は、大久保忠教の『三河物語』に記載される「山ケ（家）三方作手・長問（長篠）・段嶺」に割拠した作手城の奥平氏、長篠城の菅沼氏、田峰城の菅沼氏を指す。
愛知県の三河国の山間部（設楽郡を中心とした、いわゆる奥三河）の土着勢力である。
上記三家の他にも野田城の菅沼定盈の野田菅沼氏などが、徳川家康により信濃国から南下する、対武田信玄・武田勝頼との合戦に備えて、重要な役割を担わされていた。
当初は徳川家康に従っていたが、元亀元年（1570年）12月に武田氏の武将の秋山虎繁が東美濃の岩村遠山氏の領地を通過して奥三河へ侵攻しようして勃発した上村合戦において奥平定能(作手城)・奥平信光(名倉城)・奥平信昌(菱鹿野城)・菅沼定忠(田峰城)・菅沼正貞(長篠城)らは徳川方として出陣したものの遠山氏が惨敗する様子を見て、殆ど戦わずして早く退却し、城に逃げ入った。この時には既に武田氏とも内通していたとも言われている。
元亀2年（1571年）以降は武田氏の三河侵攻を阻むどころか、逆に切り崩され、奥平・田峰菅沼・長篠菅沼の三家が揃って家康から離反した。以後は山県昌景の寄騎に編入され、武田軍として三河・遠江を転戦する。奥平氏はともかく、田峰と長篠の菅沼氏は同族で、田峰の方が総領家にあたる。それでも三家の間に上下は無く、同列の関係を築いていたと考えられている。
その後の元亀4年（1573年）には、三家の転属に同調しなかった定盈を降伏させた野田城の戦いにも攻城方として参戦。自害を覚悟していた籠城中の定盈に翻意を促し、開城降伏に導いたともいわれている。定盈の身柄と交換で彼等が浜松城に差し出していた人質を取り戻したものの、改めて武田氏に差し出すという立場であった。それでも武田氏に従属する決意は変わらなかったが、武田軍本隊が本国へ撤退すると、その夏には菅沼正貞の長篠城が家康の反撃に晒された。これを機に三家の関係は次第に揺らいでゆく。
元亀4年が改元された天正元年（1573年）8月、奥平貞能の武田離反・徳川再属によって山家三方衆が解散すると、その後の三家の運命は大きく分かれた。
天正3年（1575年）5月の長篠の戦いにおいて、奥平氏・菅沼氏はともに徳川方に付く者と武田方に付く者に分かれ、敗北した武田方は三河を追われた。宗家当主の奥平貞能が徳川方に付いた奥平氏に対して、長篠・田峰両家がともに武田方として追われて野田家など庶流のみが残った菅沼氏は振るわなくなる。
奥平氏は江戸期に三河譜代の大名として存続。宇都宮藩などを経て、中津藩で明治を迎えた。一方、菅沼氏は菅沼定盈の野田菅沼氏が大名になったものの、後の所領分割で交代寄合となって大名の資格を失っている。